# اریک لیشای
اریک لیشای (انگلیسی: Eric Lichaj؛ زادهٔ ۱۷ نوامبر ۱۹۸۸) بازیکن فوتبال بازنشسته اهل ایالات متحده آمریکا است.
از باشگاه‌هایی که در آن بازی کرده‌است می‌توان به باشگاه فوتبال ناتینگهام فارست، باشگاه فوتبال استون ویلا، باشگاه فوتبال لیتون اورینت، باشگاه فوتبال لیدز یونایتد، و باشگاه فوتبال لینکولن سیتی اشاره کرد.
وی همچنین در تیم‌های ملی فوتبال زیر ۱۷ سال، زیر ۲۰ سال و هم‌چنین بزرگسالان ایالات متحده آمریکا بازی کرده‌است.